# John Ljunggren
John Arthur Ljunggren (9. září 1919 – 13. ledna 2000) byl švédský atlet, chodec, olympijský vítěz v chůzi na 50 km z roku 1948.

## Sportovní kariéra
Jde o jednoho z nejúspěšnějších chodců v historii. V letech 1946 až 1964 startoval na všech olympiádách a mistrovství Evropy a vždy došel do cíle. Na mistrovství Evropy v Oslo v roce 1946 zvítězil v závodě na 50 km chůze. Stejného úspěchu dosáhl po dva roky později na olympiádě v Londýně. Na evropském šampionátu v roce 1950 v Bruselu došel do cíle závodu na 50 km chůze druhý.
Další medaili na mezinárodní scéně – tentokrát bronzovou – vybojoval na olympiádě v Melbourne v roce 1956 v závodě na 50 km chůze, na dvacetikilometrové trati skončil čtvrtý. Poslední medaili na velkých závodech získal na olympiádě v Římě v roce 1960. Zde na 50 km chůze se umístil jako druhý, na dvacetikilometrové trati došel do cíle jako sedmý.
V 45 letech startoval na olympiádě v Tokiu. Obsadil zde 19. místo na 20 km chůze a 16. místo na 50 km chůze.
Celkem pětkrát vylepšil světový rekord na 50 km chůze (nejlépe na 4:29:58 v roce 1953). Během své kariéry startoval v 499 chodeckých závodech – z nich ve 315 zvítězil, ve 101 závodech došel jako druhý a 33krát jako třetí.